# Hemitriccus josephinae
El titirijí de Josefina o mosqueta de pico ancho (Hemitriccus josephinae) es una especie de ave paseriforme de la familia Tyrannidae perteneciente al numeroso género Hemitriccus. Es nativo del norte de Sudamérica, en el escudo guayanés.

## Distribución y hábitat
Se distribuye por el escudo guayanés en la Guayana francesa, Surinam y Guyana, además del noreste de la cuenca del Amazonas, en los estados brasileños de Pará, Amapá y Amazonas nororiental (región de Manaos). Probablemente se encuentre también en el sur y sureste de Venezuela.
Esta especie es considerada rara y aparentemente local en sus hábitats naturales: los márgenes y los claros de las selvas húmedas tropicales de regiones bajas, por debajo de los 200 m de altitud.

## Descripción
El titirijí de Josefina mide un promedio de 11 cm de longitud. Sus partes superiores son de color pardo oliváceo con la cola parda. Tiene la garganta blanquecina grisácea y las partes inferiores de color amarillento claro, salpicadas de verde parduzco en el pecho. Presenta bigoteras y una mancha tras los ojos de color gris. Su pico es ancho, con la punta ligeramente curvada hacia abajo y la mandíbula inferior más clara que la superior.

## Sistemática

### Descripción original
La especie H. josephinae fue descrita por primera vez por el ornitólogo británico Charles Chubb en 1914 bajo el nombre científico Euscarthmus josephinae; su localidad tipo es: «Supenaam, margen occidental del río Essequibo, Guyana».

### Etimología
El nombre genérico masculino «Hemitriccus» se compone de las palabras del griego « ἡμι hēmi» que significa ‘pequeño’, y « τρικκος trikkos»: pequeño pájaro no identificado; en ornitología, «triccus» significa «atrapamoscas tirano»; y el nombre de la especie «josephinae» conmemora a Josephine (n. 1906), hija del recolector británico Frederick Vavasour McConnell.

### Taxonomía
Anteriormente estuvo separada en un género monotípico Microcochlearius debido a su cola arredondada y al pico incomunmente ancho; las relaciones de esta especie dentro de su género permanecen poco claras. Es monotípica.